# 341590 Emmawatson
341590 Emmawatson este o planetă minoră (asteroid) din centura de asteroizi. A fost descoperită pe 30 octombrie 2007 la Mount Lemmon⁠(d) de Mount Lemmon Survey⁠(d) și a fost numită după Emma Watson. 
Obiectul prezintă o orbită caracterizată de o semiaxă mare de 3,0831926888298 UAi, o excentricitate de 0,070339741541238, o înclinație de 11,783395909655 ° în raport cu ecliptica.